# Helleville
Helleville és un municipi francès situat al departament de la Manche i a la regió de Normandia. L'any 2007 tenia 429 habitants.

## Demografia

### Població
El 2007 la població de fet de Helleville era de 429 persones. Hi havia 137 famílies de les quals 22 eren unipersonals (9 homes vivint sols i 13 dones vivint soles), 34 parelles sense fills, 77 parelles amb fills i 4 famílies monoparentals amb fills.
La població ha evolucionat segons el següent gràfic:
Habitants censats

### Habitatges
El 2007 hi havia 151 habitatges, 139 eren l'habitatge principal de la família, 5 eren segones residències i 7 estaven desocupats. 149 eren cases i 1 era un apartament. Dels 139 habitatges principals, 117 estaven ocupats pels seus propietaris, 17 estaven llogats i ocupats pels llogaters i 4 estaven cedits a títol gratuït; 4 tenien dues cambres, 12 en tenien tres, 37 en tenien quatre i 85 en tenien cinc o més. 108 habitatges disposaven pel capbaix d'una plaça de pàrquing. A 56 habitatges hi havia un automòbil i a 80 n'hi havia dos o més.

### Piràmide de població
La piràmide de població per edats i sexe el 2009 era:
| Homes | Edats   | Dones |
| ----- | ------- | ----- |
| 0     | 95 o +  | 0     |
| 0     | 90 a 94 | 4     |
| 0     | 85 a 89 | 0     |
| 0     | 80 a 84 | 0     |
| 8     | 75 a 79 | 16    |
| 4     | 70 a 74 | 4     |
| 4     | 65 a 69 | 4     |
| 4     | 60 a 64 | 0     |
| 8     | 55 a 59 | 4     |
| 4     | 50 a 54 | 4     |
| 8     | 45 a 49 | 8     |
| 16    | 40 a 44 | 12    |
| 8     | 35 a 39 | 8     |
| 28    | 30 a 34 | 8     |
| 24    | 25 a 29 | 24    |
| 8     | 20 a 24 | 16    |
| 20    | 15 a 19 | 8     |
| 12    | 10 a 14 | 16    |
| 8     | 5 a 9   | 8     |
| 12    | 0 a 4   | 24    |

## Economia
El 2007 la població en edat de treballar era de 259 persones, 200 eren actives i 59 eren inactives. De les 200 persones actives 188 estaven ocupades (113 homes i 75 dones) i 12 estaven aturades (5 homes i 7 dones). De les 59 persones inactives 16 estaven jubilades, 16 estaven estudiant i 27 estaven classificades com a «altres inactius».

### Ingressos
El 2009 a Helleville hi havia 140 unitats fiscals que integraven 423,5 persones, la mediana anual d'ingressos fiscals per persona era de 18.525 €.

### Activitats econòmiques
Dels 3 establiments que hi havia el 2007, 2 eren d'empreses de construcció i 1 d'una empresa immobiliària.
L'únic servei als particulars que hi havia el 2009 era una fusteria.
L'any 2000 a Helleville hi havia 14 explotacions agrícoles que ocupaven un total de 496 hectàrees.

## Equipaments sanitaris i escolars
El 2009 hi havia una escola elemental integrada dins d'un grup escolar amb les comunes properes formant una escola dispersa.

## Poblacions més properes
El següent diagrama mostra les poblacions més properes.